# Memín Pinguín
Memín Pinguín (conocido en Sur América como Memín Pingüín) fue el nombre de una historieta mexicana y de su personaje central, creados por Yolanda Vargas Dulché en 1943. Se trata de una publicación semanal que se convirtió, con el paso de los años, en un icono controvertido de la historieta de su país, debido a la ilustración de su personaje principal a través de la representación estereotípica de los afromexicanos, que algunas personalidades han señalado como racistas.
El personaje principal fue construido a través de estereotipos racistas internacionales en torno a la figura de las personas negras: sin aptitudes intelectuales, eficaces para el trabajo duro y como el hazmerreír, contenido expresado en la representación de Memín Pinguín y de su madre (únicos personajes afromexicanos en la publicación) con formas cercanas a las ilustraciones racistas construidas durante la época de segregación en Estados Unidos. Por ello, es fácil encontrar coincidencias con personajes estadounidenses como Aunt Jemima, Golliwog, Sambo, entre otros. Debido a los escándalos en torno a la estructura racista en el contenido de la famosa historieta mexicana, a menudo una parte de la sociedad cuestiona y niega ampliamente la justificación de su relevancia en el trayecto de la historieta mexicana como un ejemplo de valores familiares, y se considera que representa una etapa de manifestaciones explícitas en la aceptación del racismo dentro de la historia del siglo XX en México.
La historieta se popularizó internacionalmente con traducción a otros idiomas, por lo que durante un tiempo en las Filipinas el Ministerio de Educación hizo obligatoria su lectura en las escuelas, bajo la argumentación de un contenido que "enaltecía los valores humanos hacia la familia y el Estado".[cita requerida]
En 2008, los supermercados Walmart de la zona de Houston, Texas, retiraron la publicación de sus estantes ante las protestas de afroestadounidenses, que consideraron que la forma en que estaba ilustrada era semejante a la de un mono, por lo que señalaron su contenido como racista. La historieta fue criticada y rechazada en ese año por personajes de asociaciones civiles afromexicanas.

## Trayectoria
El personaje fue creado por Yolanda Vargas Dulché, una mujer mexicana. El nombre lo tomó del apodo de su esposo, Guillermo de la Parra Loya, quien trabajaba en aquellos años en un banco y  luego sería el fundador de la Editorial Vid, a quien sus amigos le decían así, "porque era todo un pingo", es decir, muy, muy travieso ("Memín" es el diminutivo cariñoso de Guillermo; "Pinguín" es el diminutivo cariñoso de pingo).[cita requerida]
En el año 1943, al empezar a escribir Dulché para la revista de historietas "Pepín", nacieron sus personajes, inspirados por personas reales que ella había conocido: su novio, que más tarde sería su esposo, y todos aquellos amigos suyos de la primaria en la colonia Guerrero, quienes se convirtieron en los compañeros de andanzas y aventuras de su personaje Memín Pinguín.[cita requerida]
Sus aventuras se publicaron en la serie Almas de niño en el año 1943, dentro de las páginas del mencionado diario de historietas Pepín, propiedad del general García Valseca, con argumento de la propia Yolanda Vargas Dulché y dibujo de Alberto Cabrera, mancuerna artística Dulché-Cabrera que se mantuvo durante casi toda la década. Posteriormente, Yolanda fundó su propia editorial (EDAR) junto con su marido Guillermo de la Parra y Alberto Cabrera, quien fue sustituido en el trazo a partir del año 1962, para la reedición de las aventuras del personaje, por Sixto Valencia Burgos.[cita requerida]
La historieta constó de 372 capítulos semanales en sepia y se reeditaron en el año 1952, y más tarde en el año 1963 y en el año 1988, esta vez a color. La historieta, en su versión del año 1963, cuando llegó al número 372, volvió a repetir los episodios desde el número uno, pero con numeración consecuente a 372. En el año 1980, llegó hasta el número 1000. En el año 2002, se volvió a reeditar esta revista, y en el año 2005, aprovechando la controversia creada por los timbres postales, salió otra edición, esta vez titulada "Edición Homenaje". En el año 2008, cuando la historieta se encontraba en el número 327, se decidió crear nuevas historias con nuevo dibujo, y cayó mucho su calidad. Llegó hasta el año 2011 con 442, y ese mismo año se publicó la edición "Memín Pinguín Regresa", que se interrumpió en abril del año 2015, en el número 186. En el año 2014, se anunció el regreso de Memín como edición "50 Aniversario", interrumpida después de publicarse el número 7. Por último, una nueva edición llegó hasta el número 6, en enero del año 2016.[cita requerida]
La historieta trata sobre las aventuras de Memín y de sus compañeros Carlos "Carlangas" Arozamena, Ernesto "Ernestillo" Vargas y Ricardo "Riquis" Arcaraz. Memín Pinguín toma el rol de "un negrito simpático", según su autora, con una edad indefinida (entre 9 y 11 años). Se le representa como un mediocre estudiante de tercero de primaria, cuyo carácter se basa en la idea de la ingenuidad, pero también malicioso y hasta tramposo. Las historias de la historieta sugieren que su personaje es una constante causa de conflictividad en donde se mezcla la participación de sus amigos blancos, quienes demuestran un constante desprecio a su presencia. Su forma de explicar las cosas recuerda al cómico mexicano Cantinflas, puesto que el "cantinfleo" se muestra en todo su esplendor. Lo describe la misma tira cómica como un "chiquitín negrito de enormes ojos y muy chistoso". Para el aspecto físico de Memín, Dulché dijo haberse inspirado en los niños cubanos que había conocido en un viaje a la isla, cuando ella era parte del dueto "Rubia y Morena"; sin embargo, la representación de Memín Pinguín como niño negro coincide con las tradicionales representaciones racistas hacia los afrodescendientes: la deformación de la apariencia física a través de la insinuación con la animalidad, ojos enormes y anchos, tronco largo pero piernas cortas, labios exageradamente anchos respecto a la cara, que no coinciden con el resto de representaciones de los otros personajes de la historieta.
La trama del cómic se manejaba en forma similar a una telenovela, pues al final del cómic no se cerraba la trama, dejando un letrero "Continuará" invitando al usuario a comprar la siguiente revista. El siguiente número comenzaba haciendo un recuento con Memín de los eventos del cómic anterior, algo que aparecería después en otros cómics mexicanos. Sus historias van desde aventuras inocentes de la pandilla hasta historias completamente dramáticas y crudas, además de algunas tramas que llegarían a causar polémica.[cita requerida]

## Personajes principales
Una de las características principales de los amigos de Memín Pinguín que los conecta de inmediato es que todos son hijos únicos, aunque no se explica el porqué de esta razón (no obstante que, temporalmente, Memín tiene una hermana menor adoptada durante una trama.) También, a tres de los integrantes de la pandilla les hace falta un padre o madre, excepto Ricardo, quien toda la trama tiene a sus dos padres, y Carlos, quien después de ciertas aventuras también logra unir a sus padres. Memín y Ernesto durante algunas temporadas deben soportar que sus padres intenten una nueva relación, y Ricardo vive un intento de divorcio de sus padres.[cita requerida]

### Carlos
Su nombre completo es Carlos Arozamena Martínez (igual que su padre). Es el miembro más fuerte y agresivo de la pandilla. Su madre es una trabajadora de clase media que, por necesidad económica, temporalmente acude a un cabaret (la escena donde Carlos la sorprende bailando sucede en los primeros números). Su papá es un hombre rico de negocios que los abandonó poco antes de que Carlos naciera, debido a órdenes de su madre, una anciana muy dominante, pero que regresa después con Carlos y con su madre para formar nuevamente una familia unida. Suele recurrir a la fuerza cuando se trata de proteger a sus amigos a o su madre, lo que lo lleva varias veces a numerosas consecuencias. Él nunca supo que tenía un padre hasta que un día, su padre lo atropelló cuando iba cruzando por la calle, al estar vendiendo periódicos. Después de una serie de sucesos, lo que incluye el reencuentro de sus padres y el fingimiento de su madre de volver al cabaret, se va con su padre hasta que se enferma y su madre se va con él a cuidarlo. Su padre, tiempo después, le ofrece matrimonio a su madre (el cual no pudo aceptar por causa de su madre), y se va a Europa, aunque tiempo después regresa a México para formar una familia. En la escuela, demuestra tener mucha inteligencia, aunque no tanto como la de Ernestillo, cosa que se confirma varias veces. Cuando lo regala, su mamá lo castiga dejando de hablarle durante un tiempo. Pese a su carácter bravío, también es sensible en el fondo, ya que no puede vivir sin su madre: esto queda demostrado cuando es llevado al Consejo Tutelar y se preocupa por saber como estará. En una ocasión, su abuela Candelaria le dice que heredó su bravo carácter.[cita requerida]

### Ernesto
Su nombre completo es Ernesto Vargas. Es el miembro más pobre de la pandilla, pero es también el más inteligente. Su padre es un carpintero que durante un tiempo fue adicto a la bebida. Es huérfano de madre, quien murió cuando él era más pequeño. Su propia situación le ha permitido ser una persona noble y decidida a ayudar a sus amigos; siempre es el último en recurrir a la violencia. Es el más inteligente de la clase, y casi siempre saca un 10 de calificación en todo. En el principio decidió seguir el camino del alcoholismo para, según su padre cuando estaba en estado de ebriedad, poder "platicar con su madre", pero lo deja luego de que sus amigos lo apoyan y su papá deja el alcohol. Al principio, no llevaba zapatos e iba a la escuela descalzo y usaba pantalones parchados, pero tiempo después se le ve usando zapatos y mejores pantalones. Siempre ayuda a su padre en la carpintería, de modo que parece que ya es un experto. Cuando comete un acto que merece castigo, su padre lo regaña y le pega con una vara.

### Ricardo
Su nombre completo es Ricardo Arcaraz Refugio, es el miembro más rico de la pandilla. En el primer número de la historieta, se le muestra como un niño rico consentido y engreído, que desprecia a los demás por ser pobres (sobre todo a Memín, por ser negro); incluso constantemente pelea a golpes con Carlos, y lleva la peor parte, pero luego aprende a aceptar a los demás y se hace uno de los mejores amigos de la pandilla. Es el único que puede presumir de una familia completa: su padre, Rogelio Arcaraz, es un hombre rico que de niño estudió en una escuela de gobierno; su madre, Mercedes Refugio, es una mujer que se relaciona socialmente con sus amigas y es muy sobreprotectora con Ricardo. Según se menciona antes, él estudiaba en una escuela privada, donde obtenía puros dieces de calificación y hablaba muy bien el inglés, aunque en la escuela de gobierno se muestra que obtiene ochos de calificación, pero aun así le va bien en la escuela. Cuando comete un acto que merece castigo, su padre le pega con su cinturón.[cita requerida]

## Familiares y amigos de los personajes principales

### Eufrosina Vda. de Pinguín
Madre de Memín. Mujer negra y muy obesa. Es una lavandera de clase baja, muy estricta con su hijo puesto que, como castigo, le golpea con una tabla con un clavo, pero al mismo tiempo es cariñosa con él. Memín le dice de cariño "Ma'linda" y ella, "Mi niño". Ella se casó con un basurero llamado Guillermo Pinguín, al cual conoció en un absurdo incidente donde ella puso sus zapatos en un bote de basura y el basurero se llevó el bote por equivocación. Tras el incidente, se casaron y fueron a vivir a Durango, pero él murió al poco tiempo después, según dice un capítulo, por ser aplastado entre las patas de unos caballos. Eufrosina quedó viuda con su hijo Memín y regresó a la Ciudad de México. Pese a que solamente aparece para disciplinar a su hijo tras alguna travesura, ya sea golpeando su trasero con una tabla de clavos o poniéndolo a ayudarla en su trabajo, protagonizó con su hijo una larga aventura en la cual ambos buscan trabajo en los Estados Unidos, en donde Memín se extravía. En general, aparece con mucho sobrepeso, pero cuando conoce a su marido es una mujer delgada. En un capítulo, ella le dice a Memín que su padre está enterrado en la ciudad de Durango, por lo que posiblemente ambos padres de Memín eran originarios de esta ciudad. Pese a no saber leer ni escribir, siempre trata de mostrar todo el amor posible a su hijo y a defenderlo cuando está en problemas. Aunque ha desempeñado diversos oficios, generalmente aparece como lavandera. Existen diversas críticas hacia el carácter racista construido en torno a este personaje. Ochy Curiel ha llegado a expresar:
"La imagen de la madre de Memín sigue generalizando y universalizando una mujer negra, como si todas fuésemos iguales y como si sólo el trabajo doméstico fuera lo que sabemos hacer y estuviésemos “esencialmente” condenadas para ello. Yo me pregunto: ¿si la madre de Memín hubiese sido médica, abogada o ingeniera, sería el personaje tal como está presentado en esta historieta? Seguro que no."
Profesor Antonio Romero

### El profesor Antonio Romero
Es comprensivo con sus alumnos y el confidente de sus aventuras, pero al mismo tiempo muy estricto cuando es necesario. Su alumno más perezoso es Memín, puesto que casi no le gusta el estudio pero, gracias al maestro, siempre logra pasar de año o al menos no reprobar el año. En medio de un incidente provocado por Memín, el profesor conoce a una maestra de kinder y se casa con ella. Más tarde, durante su luna de miel en Acapulco, Guerrero, se encuentra con la pandilla, quienes se habían escapado de sus casas intentando encontrar un tesoro. Gracias a eso, logra reunir a los muchachos con sus padres, pero no sin antes imponer un castigo a cada uno de acuerdo con sus deficiencias escolares. Aunque nunca se aclara su origen, en un capítulo menciona que tiene familia en la ciudad de Córdoba, Veracruz.[cita requerida]

### Juan Vargas
Es el padre de Ernestillo, enviudó después de la muerte de su esposa cuando este era muy pequeño, y por esto se vuelve alcohólico. A pesar de su viudez, es muy entregado a su trabajo como carpintero y muy orgulloso de su hijo. Durante un viaje de los Vikingos Bravos como boy scouts, vuelve a empezar a beber, y tiene un accidente que lo deja al borde de la amputación de una pierna; sin embargo, gracias a que Ernestillo y Memín llegan a un acuerdo con un médico ruso, logra evitar la amputación. En un capítulo reveló que hizo la misma hazaña que hicieron los Vikingos Bravos al irse a Acapulco. Después de salir del hospital, encuentra su carpintería completamente remodelada con la ayuda de su hijo y sus amigos.

### Isabel Martínez
Es la madre de Carlos; es muy cariñosa con él y comprensiva. Es una mujer muy atractiva. En algún tiempo se dedicaba a bailar en cabarés, pues pierde su trabajo y es la única manera de solventar los gastos de su casa; siguiendo rumores de eso, Carlos y sus amigos la buscan en los cabarés, donde la sorprenden peleando con un hombre que la está acosando. Isabel es gravemente herida durante la pelea, pero Carlos le lanza una botella en la cabeza al hombre, quien termina en el reformatorio. Tuvo una relación con Carlos Arozamena, quien no se pudo casar con ella por ser pobre y él rico. Cuando su padre encuentra fortuitamente a su hijo e inician una relación, al ver ella que su hijo rechaza a su padre y tomando en cuenta las posibilidades económicas que tiene este, y que su hijo lo rechaza, Isabel finge volver a su labor de fichera para provocar que su hijo se vaya con su padre; después de un tiempo, regresa con su hijo cuando este enferma. Tiempo después, se casa con Carlos Arozamena, empobrecido tras unos malos negocios, aunque esa misma noche fallece su suegra no sin antes pedir perdón por todas las infelicidades provocadas a Isabel.
Carlos Arozamena
Es el padre de Carlos. Supuestamente su madre le dijo a Carlos que este había muerto cuando él nació, pero la verdad era que Carlos había abandonado a Isabel por mandato de su madre, dado que esta lo controlaba. Hijo de una viuda rica, dominante y sobreprotectora, su madre nunca vio con buenos ojos la relación de su hijo Carlos con su nuera Isabel, por ser ella muy pobre. Convence a su hijo de estudiar en los Estados Unidos, pero durante su estancia en aquel país nace su hijo Carlos, pues su nuera Isabel había quedado embarazada. Cobardemente niega su paternidad. Posteriormente y debido a la casualidad conoce a su hijo Carlos y entabla una relación con él. Finalmente, a la muerte de su madre reconoce su paternidad y se casa con Isabel.
Rogelio Arcaraz
Es el padre de Ricardo. Su esposa es Mercedes Refugio, quien es muy sobre protectora con su hijo y siempre insiste en llevar a Ricardo a una escuela de paga, pero conforme va pasando la historia, se vuelve cada vez menos sobreprotectora y apoya cada vez más a Ricardo. En el número 3, cuando este invita a sus amigos a bañarse en su casa, le dice a Ricardo de que le explique bien a su madre, en el caso de que los encontrara y acompañó al Profesor Antonio Romero a Acapulco cuando Los Vikingos Bravos buscaban un supuesto tesoro; también es estricto con su hijo y en un festival del 10 de mayo, le enseña a Mercedes que no es necesario ser rico para tener toda la felicidad del Mundo, puesto que a Ricardo, con sólo tener a sus padres unidos, es muy feliz. Él reveló que estudió en escuela de gobierno y nunca le molestó.
Mercedes Refugio
Es la madre de Ricardo. En algunas historietas su personaje tiene contacto con Memín Pinguín, en donde ella es representada muy exaltada y con señales de mucha fobia ante la presencia de una persona negra en su casa a la que trata como un animal intruso, debido a esto su personaje puede ser categorizado como una mujer blanca, burguesa y racista. Es muy sobreprotectora con su hijo y siempre insiste en llevarlo a una escuela de paga. En una ocasión lo consigue, pero Rogelio pasa por él para llevarlo a la escuela de gobierno, pues este también estaba inscrito en la de gobierno y el día de las madres, Rogelio decide por fin confesarle que Ricardo no vaya a la escuela de paga, sino a la de gobierno. Y en dos episodios, se pelea con Rogelio, puesto que este tiene una relación extramarital con su secretaria. Rogelio menciona que habló con sus abogados y que Ricardo puede ir a su lado, pero Mercedes le dice que el niño se va a quedar con ella y por eso Ricardo decide irse con su madrina a Guadalajara, Jalisco, pues dice que si sus papás se separan, él se quedará a vivir con su tía, y en esta aventura Memín lo acompaña. Mercedes y Rogelio se reconcilian y vuelven al Distrito Federal con sus amigos. Para Mercedes es muy, muy difícil ser estricta con Ricardo, pues cuando él, en compañía de los Vikingos Bravos, van en busca de un supuesto tesoro, pero que resulta que solamente fue el sueño de un loco y cuando vuelven con sus padres, se puede ver que esta recibe a Ricardo con un abrazo fuerte, pero Rogelio le dice que esa no es la manera correcta de recibirlo después de todo lo que les han hecho pasar a sus padres. En varias ocasiones, Mercedes le pide a Rogelio que piense bien las cosas, en la ocasión en que van al África acompañados del expedicionario Samuel Hostes y cuando éstos son seleccionados para jugar en el equipo de fútbol infantil contra Dallas, TX, Texas, aunque no se muestra tan preocupada, pues sabe que van a pasar esa temporada en la casa de una tía de Trifón. Se ha revelado que toda su vida ha vivido en la riqueza y opulencia con unas relaciones sociales muy elevadas y por ende así es su personalidad.

## Otros personajes
Alma Lopez
Fue la hermana menor de Memín durante 10 capítulos. Se trata de una niña bonita y rubia y de ojos azules. Queda al cuidado de Eufrosina, puesto que la niña tenía una carta entre su ropa, escrita por una vieja vecina de Eufrosina que no podía mantenerla. La carta que encontró Eufrosina menciona que la pequeña era hija de un matrimonio que lamentablemente falleció en un incendio. Al poco tiempo de estar en el hogar de los Pinguín, sufre de sarampión, después en otro capítulo, ella y Memín van a casa de los señores López, y la Sra. se interesa mucho en ella y propone adoptarla, pero Eufrosina se la niega. Unos pocos capítulos después vuelve a enfermarse y es diagnosticada con un padecimiento grave en los pulmones, estando al borde de la muerte. Dándose cuenta de que la pequeña necesita atenciones que ellos no le pueden proporcionar, Eufrosina y Memín toman la dura decisión de entregarla a los señores López, y estos les entregan $10,000MXN en efectivo, por dicho favor.
Señores López
Un matrimonio con mucho dinero, que sufre la pérdida de su única hija. Eufrosina lava la ropa de ellos, y la entrega en su casa. Alma y Memín van a casa de ellos y los señores López se interesan en Almita. Cuando Eufrosina ya no puede pagar los medicamentos de la niña, los señores mandan al Dr. Alcántara, quien les da dinero puesto a su posición económica. En el último capítulo donde aparecen Almita y los señores López, estos le mandan una carta a Eufrosina donde le dicen que se irán a los Estados Unidos para tratarla, y le entregan $10,000MXN en efectivo.
Javier De Suberville
Un magnate que vive en la ciudad de Nueva York, poseedor de un enorme castillo. En los primeros capítulos donde aparece posee un carácter muy déspota y frío, e incluso intenta lastimar gravemente a Memín. Ninguna persona se acercaba a su castillo, debido a las leyendas que de él se decían. El secreto era que en la torre del castillo vivía Rosendo, el hermano de Javier que fue encerrado puesto que Javier aseguraba que estaba completamente loco. Cuando Rosendo intenta quedarse con el castillo Javier se vuelve mucho más optimista y salva a Memín y a Eufrosina. Él fue quien invitó a Eufrosina a ir a Nueva York a trabajar en su castillo.
Rosendo De Suberville
Hermano de Javier. Fue encerrado en el castillo por este, puesto que lo consideraba loco. Memín lo encuentra debido a sus quejidos constantes. En realidad era un científico inteligente que intenta hacer contacto con la gente de Marte y lo logra una noche, puesto que de la nada aparece una especie de platillo volador. En el último capítulo donde aparece muere al caer del piso más alto del castillo, siendo enterrado por Javier en el jardín del castillo.
Doña Candelaria Arozamena
Es la madre de Carlos Arozamena, suegra de Isabel Martínez y abuela de Carlos Arozamena Jr. Una anciana con muy mal carácter y tendencias clasistas que siempre sobreprotegió a su hijo, muy dominante y que siempre se opuso a la unión de Carlos e Isabel. Cuando Carlos se va hacia los Estados Unidos Isabel descubre que está embarazada, y Doña Candelaria le niega su ayuda. Cuando su hijo le lleva a su nieto, al principio ella lo rechaza, pero luego lo acepta al ver en él el mismo carácter que ella tiene. Abuela y nieto forjan una relación especial. Después de que Carlitos decidiera quedarse con su madre y no ir a estudiar al extranjero, ella y su hijo se van hacia Europa; después, Carlos envía una carta mencionando la baja en sus negocios, y que su madre se encuentra muy grave, por lo que pronto vuelven a México, donde finalmente la señora ya sin fuerzas a causa de enfermedades crónicas padecidas desde hace tiempo, fallece, no sin antes pedirle perdón a su nuera Isabel y rogándole que acepte a su hijo como esposo.
Trifón Godínez
Es un niño que padece de mucha obesidad y tartamudez, no se sabe su edad ni se conoce a su padre, pero llega a la ciudad procedente de Caborca, Sonora y sus tíos son Cleto de la Garza y De la Garza y Canuta Treviño de la Garza de Monterrey, Nuevo León. Conoce a los Vikingos Bravos cuando él es nuevo en el salón de estos. Memín lo llama "Tripón" y cree que tiene un globo en lugar de barriga y, primero, en el salón de clases, este le pica con un seguro la barriga para desinflarle el globo y cómo castigo, este no juega con el resto de la pandilla. Después, cuando Carlos, Ricardo y Ernesto van a casa de Ricardo por otro bat, puesto que el que traían se había roto, Trifón supuestamente juega con Memín al atropellado y este le da dos brincos en la barriga a Trifoncito y este se desmaya. Memín finalmente descubre que Trifón no llevaba un globo y que realmente es muy gordo. A pesar de todo lo que Memín le dice y le hace en los episodios, Trifón lo quiere mucho y lo llama "nene negro". En otro capítulo, cuando los Vikingos Bravos van al cementerio a visitar a la madre de Ernesto, Memín platica con Trifón y este le dice que no le dan miedo las tumbas, que, al contrario, le gustaría morir, lo que le da mucho miedo a Memín y este se echa a correr, se tropieza, se cae adentro de una fosa y se desmaya; en su inocencia, Trifón cree que Memín murió y lo entierra y cuando los muchachos le preguntan por él, Trifón contesta que ya se murió y que el mismo lo acaba de enterrar. Sin embargo, los muchachos lo encuentran y este se arremete furioso contra Trifón, pero Ernestillo le dice que no reclame, pues él le hizo lo mismo a Trifón en el episodio llamado "Bobalicón", cuando Memín insistía en que Trifón llevaba un globo debajo de su traje y, como este se encontraba desmayado, Memín creyó que Trifón había fallecido y lo enterró entre bolsas de cemento y sólo se le veían los zapatos a Trifón. En el capítulo 91("El día esperado"), Trifón cae presa de una terrible fiebre, y Memín decide ir a disculparse con el antes de hacer su primera comunión, puesto que este decidió ser muy malo cuando un niño de su clase llamado Rolando, le dijo que no servía para nada en hacer su primera comunión, pues según este, no existían ángeles negros en el cielo ni Dios, lo que impulsó a Memín a ser muy malo y entre la temporada de aquel comportamiento, golpeó gravemente a Trifón en la cara, pues este se había burlado de que Memín intentaba fumar un cigarrillo, pero le supo muy feo, lo que provocó la burla de Trifón.
Después, cuando llega a casa de Trifón con el resto de los Vikingos Bravos, encuentra a su madre llorando desesperadamente por la enfermedad del niño y deciden ir a su alcoba para verlo y Trifón se encuentra muy, muy enfermo y pálido, Memín se disculpa con él por haberle pegado y por todas las cosas malas que le ha hecho. En el episodio número 92, después de hacer su primera comunión, se compromete con Ricardo, Carlos y Ernestillo a darle su vela a Trifón, pero al llegar a su casa no lo encuentran en su cama y creen que falleció, pero la criada dice que este se fue con su mamá al hospital, pues a Trifón le iba a ser extirpado el bazo, puesto que a este no le funcionaban bien. Y en el 93, Trifón se recupera milagrosamente después de la operación y de su grave enfermedad, Memín le regala su vela de la primera comunión como había prometido y días después, lo saca a pasear al parque. Esto es una pista de que, por una parte, Memín también quiere mucho a Trifón.
Tía Canuta
Una mujer de baja estatura, pero de gran corazón, orgullosa de haber nacido en la ciudad de Monterrey, Nuevo León aunque también menciona que se crio en Dallas, Texas. Es la tía de Trifón Godínez. Recibe a este y a los Vikingos Bravos en su mansión cuando los invitan a reforzar al equipo de la ciudad contra el de Dallas. Cuando los niños llegan, ella menciona que su marido no ha vuelto en 4 años, por ir a comprar unas tortillas, y lo que le queda de él son su silla favorita en el comedor dedo meñique y un retrato. Siempre viste como vaquera con pistola, sombrero y botas. Después del primer partido de fútbol en que empatan México y los Estados Unidos, la tía los lleva a comer al mismo restaurante donde habían ido anteriormente y al llegar encuentra que ahí trabaja su marido amnésico. A la fuerza se lo lleva a la casa donde eventualmente recupera la memoria. Lleva a los niños junto con su esposo Cleto a disputar el desempate en la ciudad de Dallas, donde tiene una pelea por culpa del racismo hacia Memín y es encarcelada junto con los chicos, que habían destrozado una nevería en represalia por el trato que le habían dado a Memín. Finalmente todo se soluciona y ella se queda en Monterrey con su esposo, Cleto.
Cleto De La Garza y De La Garza
El tío de Trifón y marido de Doña Canuta. Cuando va por unas tortillas se pierde 4 años por quedar amnésico por una causa desconocida. Una mujer llamada Serafina lo encuentra y lo "rebautiza" como Honorato. Siendo Honorato trabaja en una tienda de antojitos, donde recibe a los Vikingos Bravos, y por alguna causa recuerda el nombre de Trifón. Tiene una mano incompleta, porque accidentalmente se cortó el dedo meñique con una motosierra, y la Tía Canuta lo mantiene en un frasco con alcohol.
Cuando Canuta lo encuentra, él no la recuerda y entre Serafina y Canuta se hace un pleito por quién se queda con él, ganando Canuta pues legalmente sigue siendo su esposo. Logran llevarlo a la mansión de Doña Canuta y los niños trazan fallidos planes para que se recupere de la amnesia. Cleto intenta escapar y Carlos lo taclea haciendo que se golpee la cabeza con un macetón y recupere la memoria. Después, cuando los Vikingos y los tíos van hacia Dallas, él consigue un trabajo vendiendo hotdogs.
Olivia
Era la secretaria de Rogelio, el padre de Ricardo. Rogelio tenía cierta atracción por ella por tanto quiso divorciarse de Mercedes, pero debido a que Ricardo se va a Guadalajara, Jalisco, Rogelio y Mercedes van en su búsqueda. Antes de que Ricardo se vaya con su madrina, Olivia se va de viaje y no se vuelve a saber nada de ella.
Serafina
Una mujer que atiende un puesto de comida. Encuentra a Cleto en la calle, se enamora de él y le pone el nombre de Honorato. Doña Canuta logra enterarse de esto y comienza una pelea contra Serafina. En el último capítulo donde aparece, se va decepcionada y lo último que dice es que cerrará su negocio, puesto que sin Honorato nada le importa.
Don Nicéforo Melquiades
Un pobre viejo que no soportando su vida, decide darle su riñón a Eufrosina que padece una enfermedad renal, Memín se lo encuentra en la calle y éste le ofrece donarle su riñón a Eufrosina, al final no lo tiene que donar puesto que el estado de la enfermedad de Eufrosina no había llegado a tal complicación y, puesto que Eufrosina había salido de peligro de muerte y posteriormente aliviado, ayuda a que Memín se ponga a estudiar para que cumpla su promesa que le había hecho a la virgen por la salud de su madre, se queda un tiempo más con Eufrosina y Memín, hasta que se da cuenta de que su estancia ocasionaba los celos de su madre (quien no podía hacer trabajos hasta un tiempo y él tenía que hacerlos) y decide dejar la casa para salir a la calle, donde después es llevado por la policía a un asilo, lugar donde le enseña a los viejitos y la pasa bien, y se queda allí a pesar de que Memín y sus amigos vienen por él, puesto que comprendieron que lo necesitaban allí.
Don Pancracio
Un hombre alcohólico amigo de Juan Vargas, el padre de Ernestillo, aparece sólo en 3 capítulos, y en estos él y Don Juan beben a más no poder. En su última aparición, Ernestillo menciona que se encuentra muy feliz de que Don Pancracio ya no viene a la carpintería a llevarse a su papá, puesto que se rompe una pierna, y nunca más se vuelve a saber nada de él.
Leobardo
Es tío de Ricardo, hermano de su mamá que tiene una horrible cicatriz en el rostro. Él resulta ser un ladrón que sólo quería estar en casa de su hermana para robar sus joyas y casi lo logra si no hubiera sido por su sobrino y sus amigos, incluyendo a Trifón, que lo impidieron. La cicatriz se originó a causa de un accidente automovilístico argumentando que sucedió en una carrera en Indianápolis, después revela que fue de excursión al África y que estuvo a punto de ser comido por caníbales, pero logra sobrevivir, y también cuenta que tiene un salón lleno de fieras en Nueva York. Estuvo a punto de casarse, pero su prometida murió pocos días antes.
Don Teodoro Cabeza de Vaca
Él es un viejito que Ernestillo rescata cuando va a trabajar a una lujosa casa. Este viejito era cruelmente torturado por su yerno el Sr. Lemus, unos sobrinos y por el mayordomo Pablo. Este personaje muere a los pocos capítulos de empezar a salir, pero antes de morir deja a Ernestillo como heredero de la hacienda “La Puerta”, a Ricardo le deja unos borregos y un rifle, a Carlos unas chivas, a Doña Eufrosina unas vacas y unos toros y a Memín los becerros. Mucha gente decía que la hacienda estaba muy embrujada y por eso casi nadie se acercaba ahí. Su hija fallecida era esposa del Sr. Lemus pero a la muerte de esta fue encerrada en un cuarto oscuro y Pablo le alimentaba. El Sr. Lemus se va de viaje y no se vuelve a saber nada de él, en cuanto a los sobrinos y a Pablo mueren en la carretera tras escapar, ya que Pablo no sabía manejar.
Juancho
Es un campesino que vive en la hacienda “La Puerta” y por las noches asustaba haciéndose pasar por un fantasma. él trabajaba en una hacienda y uno de sus amigos tenía una hermana llamada Chole con la cual Juancho se casa, pero casi al poco tiempo se queda viudo, y entonces se va a la ciudad a buscar trabajo y termina uniéndose con una banda de ladrones, y una noche al llegar la policía a donde el vivía le encuentran un montón de billetes robados, por lo que va a la cárcel, pero termina matando al capataz debido a que lo explotaba, así que Don Nicolás, el guardia, le da la orden de huir para que no puedan encontrarlo. Ricardo casi lo mata con su rifle cuando usaba su disfraz de fantasma. Finalmente y gracias a los niños se queda como peón guardián de la hacienda.
Chemita
Es un pequeño indito, este encuentra casualmente a Memín mientras se intenta echar unos clavados en un río cercano. Este vive en un rancho cercano a la hacienda de Ernestillo, en compañía de sus padres; su madre es una muy buena mujer que es maltratada por su esposo que es un borracho que suele pegarles a Chemita y a su mamá. En un capítulo donde se organiza un jaripeo, su papá lo obliga a montar a un caballo para ganar mil pesos cosa que Chemita no consigue, pero Carlangas los gana y se los da, pero Chemita y su mamá usan ese dinero para irse al D. F. y desaparecen un tiempo hasta el capítulo 134 donde aparecen dé repente en casa de Ricardo buscando trabajo, después de su llegada Chemita entra a la escuela, pero es discriminado por su forma de vestir además de que Memín le ignora por un momento.
Fernando Arteaga
En su juventud era un humilde pintor de cuadros y tenía una bonita novia llamada Alicia. Al aparecer Rosalinda, una joven adinerada y conocida de la infancia de Alicia que la humillaba por ser pobre, Fernando abandona a Alicia y se casa con Rosalinda, al poco tiempo tienen un hijo que queda gravemente discapacitado. Fernando pierde todo su dinero y su talento artístico y se convierte en alcohólico. Dada la situación Rosalinda huye, y Fernando se queda cuidando al niño, al que finalmente decide darle una dosis muy alta de un analgésico provocándole la muerte, debido a los graves dolores que padecía el niño. Fernando va un tiempo a la cárcel y le cuenta toda su historia a Don Nicolás, el velador. Después de salir de la cárcel vive en una casa deteriorada y ve a los Vikingos Bravos jugar, y les cuenta también el por qué fue a la cárcel, pero de una manera distinta. Los Vikingos lo ayudan para que vuelva a hacer cuadros, pero no se anima, después conoce a un niño llamado Luis que resulta ser hijo de Alicia, pero que en realidad era hijo de él con Rosalinda y que ésya, en su lecho de muerte, le había confiado a Alicia. Ambos se reencuentran y finalmente se casan y se mudan lejos, y no se sabe nada más de ellos.
Alicia Sandoval
Fue la novia de Fernando por 5 años, hasta que él la dejó por Rosalinda y se casó con ella. Trabajó como secretaria en una oficina por mucho tiempo y no se sabe mucho de ella, hasta que Fernando conoce a Luis y Alicia le cuenta que Rosalinda falleció enferma y al morir dejó al bebé Luis bajo su custodia, también le cuenta que a pesar de todo nunca dejó de amarlo. Poco después se casan y no se vuelven a mencionar más.
Rosalinda
Una mujer muy atractiva y rica. Sedujo a Fernando y se lo quitó a Alicia para casarse con él. Al principio ayudó a Fernando a ser un pintor de renombre gracias a su buena posición y sus amistades, pero termina teniendo muy mala relación con él puesto que su hijo creció con una discapacidad producida por un golpe que había recibido cuando a ella se le cayó siendo un bebé, lo que le ocasiona una malformación de su columna y la imposibilidad de que sus piernas se desarrollen adecuadamente. Ambos intentan hacer hasta lo imposible por corregir el problema, pero caen en la pobreza y Fernando se entrega al alcoholismo. Al no poder hacer nada y con un nuevo embarazo a cuestas, decide abandonar a Fernando sin decirle nada. Después se sabe que Rosalinda, enferma del corazón e internada en un hospital de caridad, busca a Alicia para pedirle que se haga cargo de su bebé, y cuando ella acepta, muere tranquila.
Luis Sandoval
Es el segundo hijo de Rosalinda y Fernando, adoptado por Alicia al morir Rosalinda. Él menciona que nació en el estado de Durango, y es muy buen dibujante, Memín lo envidia, pero Luis trata de ser su amigo y hace que él gane un concurso de dibujo de la escuela. Cuando conoce a Fernando siente cierta afinidad y termina enterándose de que él es su padre, entonces en la boda pide al cielo que sus padres siempre estén juntos, después se mudan y no se sabe nada más de ellos.
Fernandito
Fue el primer hijo de Fernando y Rosalinda. Había nacido bien, pero su madre siempre lo dejó al cuidado de nanas por irse a fiestas y compromisos de sociedad. En algún punto de su infancia, sufrió una lesión que le ocasiona que su columna se atrofie y sus piernas no se desarrollen a la par de su cuerpo, lo que ocasiona que siempre tenga las piernas pequeñas de un bebé. Él no sabe de la gravedad de su problema hasta que un día en la escuela alguien empuja su silla de ruedas y destapa una manta donde se descubre su deformidad. Al paso del tiempo, la malformación de su columna le ocasiona terribles dolores que sólo se le calman un poco con un analgésico muy caro y peligroso. Fernando, en un arranque de mucho dolor, decide acabar con su sufrimiento quitándole la vida por medio de una sobredosis del medicamento, por esto él va a la cárcel.
Don Nicolás
El antiguo velador de la cárcel donde estuvo Fernando. Él le contó su trágica historia y después él se la cuenta a los Vikingos. En ocasiones le llevaba comida y ropa a Fernando.
Armando Jiménez
Es un niño huérfano de padre y madre y fue amigo de Memín en los Estados Unidos cuando éste perdió a su mamá, y menciona que su padre se fue a trabajar a otro estado, dejándolo abandonado en Nueva York. Conoció a Memín cuando corría junto a Harry y John, otros huérfanos, puesto que éstos acababan de robar unas costillas para cenar. Vivía con Harry y John en la panza de la estatua de un Paquidermo, que se hallaba en el centro de un parque en Nueva York, al que le perforaron también los ojos para poder respirar mejor. Se dice que estos dos consiguieron otro refugio para vivir y jamás se vuelve a saber nada de ellos. En total, junto con Memín, gana noventa dólares por la venta de periódicos, pero los gastan en medicinas, puesto que Memín cae presa de fiebre a causa de una pulmonía, por lo que es trasladado a un hospital de urgencia y se recupera. Fue adoptado por un matrimonio bien avenido cuando estuvo en prisión por 48 horas, debido a una riña que tuvo junto a Memín y Doña Eufrosina con unos policías y que apareció en los periódicos.
Harry
Un huérfano amigo de Armando y John, aparece por primera vez en el episodio en el que Memín extravía a su mamá y se ve corriendo con unas costillas bajo el brazo para la cena. Se dice que encuentra otro refugio en donde vive con John, pero no se sabe en qué clase de refugio.
John
Otro huérfano amigo de Harry y Armando, vive con éstos en la panza de la estatua de un Paquidermo y vende periódicos. Armando menciona que este, con Harry, encuentra otro lugar en donde vivir.
Doña Leonides Goyescos
Una viejecita que recibió una carta de su hijo avisándole que su nieto la visitaría. Días después, Memín llega con una maleta que huele horrible. Doña Leonides cree que Memín es su nieto Guillermo (curiosamente el nombre verdadero de Memín es Guillermo) y cuando terminaba de comer pasteles y tomar chocolate y quería huir de aquella casa, Memín decide abrir la maleta, de donde previene aquel olor nauseabundo, descubre que es el cuerpo del nieto de Doña Leonides decapitado con un mensaje de sus raptores y asesinos. Dado que la anciana se encariña de él y no puede dejarla sola, porque el mayordomo codiciaba la fortuna de ella, Memín, que estaba a punto de irse con su madre Doña Eufrosina, le decide confesar la verdad a aquella viejecita y ella le dice que en el fondo sabía que Memín no era su nieto. Días después llega con la mamá de Memín y le da un cheque por 2 millones de pesos para los estudios de Memín. Después no se llega a saber nada más de ella.
El Manotas
Un hombre muy grande y con algo de retraso mental puesto que actúa como si fuera un niño. Cuando Memín es secuestrado por los asesinos del niño de la maleta, el Manotas es encargado de vigilarlo. Memín trata de ganarse su simpatía contándole la triste historia de un niño huérfano llamado Periquín. El Manotas también es huérfano de padres y termina encariñándose con Memín. Muere arrollado por un tráiler en la carretera.
Srta. Patricia de Romero
En un principio Carlos la agrede pensando que es una niña de la escuela anexa, pero se dan cuenta de que es realmente una maestra de primer grado. Al principio tiene un aspecto de ñoña, puesto que usaba lentes y trenzas, pero realmente es muy bonita. En un principio riñe con el profesor Romero y tienen varios altercados, pero se van dando cuenta de que están hechos el uno para el otro y se enamoran, por lo cual se casan, y los Vikingos los encuentran en Acapulco en plena luna de miel. Tiempo más tarde tienen un bebé llamado Rubén, el cual es secuestrado y los Vikingos intentan hacer lo posible por rescatarlo.
El Cacarizo
Un feroz criminal fugitivo, escapó de la cárcel matando a dos guardias. Se refugia en una cabaña en un monte de Iguala, Guerrero, donde los Vikingos Bravos en su aventura por encontrar un "tesoro" se esconden ya que un inspector no los deja llegar hacia Acapulco debido a que no tienen permiso. Cuando los Vikingos lo encuentran se pelean con él y observan que se cree un indio piel roja ya que piensa sacrificarlos a todos, por fortuna después de que Memín saliera volando por una ventana, esa misma le cae en el cuello y los Vikingos huyen a salvo.
Chispitas
Su nombre real era María. Una muchacha de gran belleza pero de modales rudos, acostumbrada a pelear y dar puñetazos. Es apodada Chispitas porque quienes han sido golpeados por ella, miran chispas de colores. Fue una amiga de Memín que apareció por primera vez observando a los Vikingos Bravos jugando béisbol. Vivía en la vecindad contraria, donde era maltratada por su padre alcohólico y su madrastra Doña Romualda. Escapa con el Tullido para vivir lejos de sus madrastras, y tras ser abandonada por éste vuelve a aparecer cuando Memín viaja a Minatitlán, Veracruz. Estando allá vive un gran romance con Bernardo, pero incapaz de cambiar su comportamiento agresivo y tosco, terminan su relación y al regresar a la ciudad se despide para siempre de Memín.
El Tullido
Su nombre real era Germán, vivía en la misma vecindad que Chispitas y era su mejor amigo. Un chico estudioso e inteligente, huérfano de padre y madre, que era maltratado por su madrastra Doña Chita. Escapa con Chispitas para no volver a vivir más con sus madrastras, pero en el episodio 255 se interna en un hospital para que le curen la pierna y decide abandonar a Chispitas, para no ser una carga para ella y que ésta aceptara la oferta de vivienda y educación de un señor rico para que pudiera mejorar su vida. No se vuelve a saber nada más de él en el episodio 257.
Pulgoso
Fue el fiel perro de Chispitas y Germán, aparece por última vez cuando Chispitas se despide de Memín.
Doña Chita
Fue la madrastra de Germán. Era una mujer seca y sin corazón, y no le importaba la poliomielitis de Germán para golpearlo, además de que no lo dejaba estudiar.
Doña Romualda
La madrastra de Chispitas, a quien ella apodaba Doña Verrugas. Una mujer hipócrita y envidiosa de la belleza de Chispitas, quien la heredó de su madre.
Bernardo
Es el capataz de la hacienda de Don Fernando Duprá en Minatitlán, a donde Chispitas y Memín viajaron para que ella se hiciera pasar por su nieta Olga Duprá y cobraran la herencia que le correspondía, por órdenes del ambicioso viudo de esa mujer. Al principio Chispitas y Bernardo se detestaban y tuvieron muchos altercados, llegando inclusive a la violencia, pero con el tiempo nace una gran pasión entre ellos. Bernardo cree que a Chispitas sólo le interesa el dinero de la herencia, pero Memín le cuenta la verdad y después ella le confiesa que realmente no es Olga Duprá. Sin embargo su relación no prospera pues Chispitas no madura, y Bernardo decide olvidarla.
Conde Ramiro Duprá
Es uno de los parientes del abuelo Don Fernando Duprá, que llegan a la hacienda desde Europa luego de enterarse de la muerte del abuelo para la lectura de su testamento. Un aristócrata ambicioso, se alía con su hermana Petra para deshacerse de los demás miembros de la familia y quedarse con sus partes de la herencia. Sin embargo después la traiciona y la delata y ella lo asesina.
Petra Duprá
Hermana del Conde y tía de Rosaura, Gilberto y Chispitas "Olga". Una mujer solterona y amargada, su plan de envenenar a sus demás parientes para quedarse con su herencia es descubierto por su hermano Ramiro y deciden aliarse. Decide empezar por Rosaura y tras varios intentos frustrados por Memín, de quien intenta deshacerse con su hermano, logra envenenarla, pero ella se salva y al ser delatada por Ramiro, lo mata y pierde la cordura.
Rosaura Duprá
Una mujer rubia, atractiva y elegante, sobrina de Don Fernando Duprá, llega con sus demás parientes a la hacienda y se enamora de Bernardo. Ella trata de conquistarlo pero se entera de que él está enamorado de Chispitas, por lo que trata de ayudarlos para que estén juntos, pero realmente quiere a Bernardo para ella. Es envenenada por su tía Petra pero logra salvarse y continúa sus intentos de conquista con Bernardo. Chispitas la detesta por celos y termina golpeándola antes de irse de la hacienda.
Gilberto
Primo de Rosaura y de Chispitas "Olga". Es un hombre arrogante y presumido que sintió una fuerte atracción por Chispitas desde que la vio por primera vez. Intenta conquistarla pero Chispitas sólo lo usa para darle celos a Bernardo cuando él está con Rosaura. Un día él la lleva a un paraje lejano e intenta abusar de ella, pero Bernardo la rescata y golpea a Gilberto. Después de esto él decide poner distancia con Chispitas y enfurece al enterarse de que Bernardo es el heredero universal de los bienes de Don Fernando.
Tíos Espiridión y Nicolás
Un par de viejos primos de Don Fernando Duprá que perdieron la razón y sufren de demencia. Espiridión es un coleccionista empedernido y botánico, mientras que Nicolás se siente un gran poeta. El testamento no es leído hasta que ellos llegan a la hacienda, y Bernardo entrega a cada uno dinero suficiente para que paguen su estancia en el manicomio, por petición del abuelo en el testamento.
Silvia
Fue la amiga de Memín en los Estados Unidos, ciega de nacimiento. Al principio Memín piensa que ella era antipática, pero con el tiempo se hacen buenos amigos. Cuando recupera la vista, Memín teme que ella lo desprecie por su color de piel y ella lo confunde con Federico. Memín se decepciona y cuando Silvia se entera de que él y Armando fueron a la cárcel, le dice que no le importa su color de piel porque lo quiere mucho.
Federico
Primo de Silvia, molestó a Memín cuando llegó a la casa de Silvia. Cuando Silvia es operada de su ceguera, confunde a Federico con Memín. Al final Federico lo comprende y le pide perdón..
Madre de Chemita
Fue una indita, era de muy noble corazón y fue maltratada por su esposo. Es ayudada por los Vikingos Bravos en el episodio 78. Reaparece en el episodio 134 por segunda vez con Chemita y Mercedes, la madre de Ricardo la contrata como empleada doméstica y no se vuelve a saber nada más de ellos.
Don Tiburcio
Era el padre de Chemita y fue un borracho sin valores, explotaba a su familia a cambio de pulque. Chemita mencionaba que los golpeaba si él se emborrachaba y cuando estaba sobrio era algo amigable. En su última aparición Memín lo pincha con una punta de maguey y los demás lo dejan inconsciente mientras su esposa y su hijo escapan.
Simón
Fue un antagonista de Memín, quitándole su papel de Los 3 Mosqueteros. Chemita le ayuda a Memín a desquitarse pero por esta acción el Profesor Romero le dice que ya no es merecedor del papel de D'Artagnan.
Ti-lin
Fue el amigo de Memín y Ernestillo por su sueño de viaje de China. Su abuelo es el Mandarín.
Flor de té
Fue la mamá de Ti-lin, fue obligada a abandonar a su hijo y cuando encuentra a Memín piensa que se llenó de tinta pero después ven que él no era su hijo. Es hija del Mandarín.
Doctor Varonoff
Un médico ruso declarado una eminencia en el mundo de la medicina. Llega a México a dar una conferencia sobre osteología acompañado por su asistente Natasha quien cobra las consultas. Cada consulta tenía un valor de $500MXN por lo cual Ernestillo junta algunos ahorros para que le dé una consulta y ver si hay una posibilidad de que opere a su padre. En un principio él se niega pero Memín logra convencerlo de que estudie el caso de Don Juan y a él le dice que su hijo podría ser el futuro presidente de la república por sus virtudes. Aparece en dos capítulos.
Don Cenobio
Un hombre obeso que casi siempre juega cartas con sus amigos. Le dice a Ernestillo que su padre se fue de juerga mientras él no estaba con Toribio "El Greñas" y le da un dinero para ir hasta su casa y preguntarle dónde está su padre.
Toribio El Greñas
Es al parecer otro compadre de Juan Vargas y mientras Ernestillo se va de campamento él lo invita a emborracharse de nuevo y entonces Juan termina perjudicado ya que ambos son atropellados pero solo Juan va al hospital con el riesgo de que le corten una pierna. Ernestillo lo amenaza violentamente diciéndole que si no le dice dónde está su padre lo matará pero entonces le dice lo sucedido y Ernestillo corre a buscarlo en la Cruz Roja. Vive en una calle en muy mal estado junto a una señora que al parecer es su esposa.
El Greñas
Un delincuente juvenil de alrededor de unos 14 o 15 años de edad que está en el Tutelar de Menores cuando Carlos es encerrado. Sabe cómo conseguir cigarrillos y alcohol estando preso. Se sabe que su madre trabajaba en una fábrica. Usa un puñal como arma para matar a quien se ponga en su camino. Él y sus compañeros reclusos idean un plan para fugarse pero Carlos no quiere, así que lo obligan. Durante la huida El Greñas mata al velador en turno, pero cuando quiere darle la puñalada final Carlos lo detiene, creyendo que está finalmente muerto pero con sus últimos minutos de vida alcanza a tocar su silbato y después muere; los llamados de su silbato sirven para avisar de la fuga. Después de que Carlos brinca la barda El Greñas procede a hacerlo pero al momento de caer al piso se entierra el puñal en sus propias entrañas ocasionándole la muerte casi al instante. Carlos quiere salvarlo pero él le dice que huya por tanto mejor vuelve al dormitorio. El jefe celador culpa a Carlos de la muerte del velador y no le cree que fue el Greñas, pero entonces la celadora le dice que sí fue el Greñas quien lo mató y que lo confesó poco antes de morir.
Li-yung
Padrastro de Ti-lin, lo explotaba diario y escapa con Memín y Ernestillo. El Mandarín le condena a la horca pero Ti-lin pide que no le hagan daño.

## Edición colombiana
En el año 1983, la empresa editorial Editora Cinco empieza la circulación de la historieta en varios países como Colombia, Venezuela, Ecuador, el Perú, Puerto Rico, Panamá y la República Dominicana. Para esta edición la revista llegó hasta el número 343, pero este no incluye el título oficial de FIN.

## Controversias
Timbres Postales
El 28 de octubre del año 2005, apareció Memín en 5 estampillas como parte de la serie "La caricatura en México". Estas estampillas causaron controversia al ser consideradas por parte del gobierno estadounidense como racistas por ser un estereotipo de la gente de raza negra. Entre otras consecuencias, esto provocó que las estampillas se vendieran en diversos lugares del mundo a altos precios. Debido al revuelo, editorial Vid decidió republicar la serie de historietas nuevamente comenzando desde el número uno.
Renovación de la revista
En el número 328 la revista dejó de tener los dibujos de Sixto Valencia Burgos, y se le cambió por un formato de dibujos más parecidos a los de las historietas americanas, esto fue debido a diferencias y cuestiones editoriales que tuvo Valencia con el grupo Vid, desde entonces no permitieron que continuara dibujando el resto de las tramas que realizara por primera vez décadas atrás, también diversas fuentes citan que a Valencia ya no le habían pagado por su trabajo.
Derechos de autor
Con la renovación en el formato de la revista, Sixto Valencia entabló un litigio por los derechos de propiedad de Memín Pinguín y el resto de personajes. Tras varios años de juicio, el 28 de febrero fue registrado el personaje a nombre de Sixto.
Finales y continuaciones
En el número #350, se decía que la historia finalizaría, aunque se decidió extenderla, además de que desde el número #335 el argumento de varios capítulos trataba sobre tramas de ciencia ficción, finalmente en el año 2010, en el episodio #442 se hizo oficial el final, puesto que en la última página se puede ver el anuncio de que próximamente saldría Memín Pinguín #1, pero sin decir propiamente "FIN", puesto que tampoco contenía la leyenda "Continuara" que aparecía en la última página de cada episodio, aunque en el 2011 se decidió lanzar una última edición que se convertiría en la definitiva. En una de las tantas reimpresiones, el final de la serie radica en que Eufrosina y Memín van a una feria a celebrar el fin de cursos y entran a una tienda donde esta un adivino quienes les relata los eventos ocurridos en el número # 1 dando el efecto de una paradoja.